# Medlov (district de Brno-Campagne)
Pour les articles homonymes, voir Medlov.
Medlov (en allemand : Mödlau) est un bourg (městys) du district de Brno-Campagne, dans la région de Moravie-du-Sud, en République tchèque. Sa population s'élevait à 872 habitants en 2020.

## Géographie
Medlov se trouve à 7 km au nord de Pohořelice, à 19 km au sud-sud-ouest de Brno et à 190 km au sud-est de Prague.
La commune est limitée par Němčičky et Sobotovice au nord, par Ledce à l'est, par Pohořelice au sud, et par Odrovice et Malešovice à l'ouest.

## Histoire
La première mention écrite de la localité date de 1173. La commune a le statut de městys depuis le 10 octobre 2006.